# Чентро Алвезе (Виченца)
Чентро Алвезе је насеље у Италији у округу Виченца, региону Венето.
Према процени из 2011. у насељу је живело 11 становника. Насеље се налази на надморској висини од 597 м.